# Stars on 45 proudly presents The Star Sisters
Stars on 45 proudly presents The Star Sisters is een swing/boogiewoogie-lied van Stars on 45 uit 1983.
The Star Sisters was een gelegenheidsgroep die bestond uit de twee zussen Patricia Paay, Yvonne Keeley en hun moeder die na de doorbraak werd vervangen door Sylvana van Veen. Na dit succes bleven The Star Sisters nog een tijd bij elkaar en brachten ze nog andere platen uit.
De single was een Alarmschijf dat jaar en belandde op nummer 1 in Nederland en België.
De medley Stars on 45 proudly presents The Star Sisters bestaat uit verschillende nummers de Andrews Sisters. Voor het Stars on 45-project duurde het nog een jaar of vier tot de opvolger kwam met Stars on Frankie. Op de achtergrond is van tijd tot tijd de stem van radiodeejay Adam Curry te horen waarmee Patricia Paay vier jaar later zou trouwen. 
De single werd in 1995 nogmaals uitgebracht en vervolgens verscheen nog een remix in 2007 die een week in de Single Top 100 stond.

## Samenstelling
| Nr.         | Lied                         | 7" single | 12" single |
| ----------- | ---------------------------- | --------- | ---------- |
| 1.          | Boogie woogie bugle boy      | 0:30      | 0:30       |
| 2.          | South American way           | 0:23      | 0:23       |
| 3.          | Bei mir bist du schön        | 0:45      | 0:45       |
| 4.          | In the mood                  | 0:50      | 0:50       |
| 5.          | Rum and Coca Cola            | 0:30      | 0:30       |
| 6.          | Tico tico                    | 0:20      | 0:20       |
| 7.          | Say si si - para vigo me voy | 0:40      | 0:40       |
| 8.          | Pennsylvania 6-5000          | -         | 0:45       |
| 9.          | American patrol              | -         | 0:47       |
| Totale duur |                              | 5:09      | 6:39       |

## Hitnoteringen

### Nederland en België
| Nederlandse Top 40: 04-06-1983 t/m 27-08-1983 | Nederlandse Top 40: 04-06-1983 t/m 27-08-1983 | Nederlandse Top 40: 04-06-1983 t/m 27-08-1983 | Nederlandse Top 40: 04-06-1983 t/m 27-08-1983 | Nederlandse Top 40: 04-06-1983 t/m 27-08-1983 | Nederlandse Top 40: 04-06-1983 t/m 27-08-1983 | Nederlandse Top 40: 04-06-1983 t/m 27-08-1983 | Nederlandse Top 40: 04-06-1983 t/m 27-08-1983 | Nederlandse Top 40: 04-06-1983 t/m 27-08-1983 | Nederlandse Top 40: 04-06-1983 t/m 27-08-1983 | Nederlandse Top 40: 04-06-1983 t/m 27-08-1983 | Nederlandse Top 40: 04-06-1983 t/m 27-08-1983 | Nederlandse Top 40: 04-06-1983 t/m 27-08-1983 | Nederlandse Top 40: 04-06-1983 t/m 27-08-1983 | Nederlandse Top 40: 04-06-1983 t/m 27-08-1983 |
| Week:                                         | 1                                             | 2                                             | 3                                             | 4                                             | 5                                             | 6                                             | 7                                             | 8                                             | 9                                             | 10                                            | 11                                            | 12                                            | 13                                            |                                               |
| --------------------------------------------- | --------------------------------------------- | --------------------------------------------- | --------------------------------------------- | --------------------------------------------- | --------------------------------------------- | --------------------------------------------- | --------------------------------------------- | --------------------------------------------- | --------------------------------------------- | --------------------------------------------- | --------------------------------------------- | --------------------------------------------- | --------------------------------------------- | --------------------------------------------- |
| Positie                                       | 21                                            | 11                                            | 5                                             | 1                                             | 1                                             | 1                                             | 1                                             | 1                                             | 2                                             | 5                                             | 10                                            | 20                                            | 32                                            | uit                                           |

| Nederlandse Nationale Hitparade: 11-06-1983 t/m 10-09-1983 | Nederlandse Nationale Hitparade: 11-06-1983 t/m 10-09-1983 | Nederlandse Nationale Hitparade: 11-06-1983 t/m 10-09-1983 | Nederlandse Nationale Hitparade: 11-06-1983 t/m 10-09-1983 | Nederlandse Nationale Hitparade: 11-06-1983 t/m 10-09-1983 | Nederlandse Nationale Hitparade: 11-06-1983 t/m 10-09-1983 | Nederlandse Nationale Hitparade: 11-06-1983 t/m 10-09-1983 | Nederlandse Nationale Hitparade: 11-06-1983 t/m 10-09-1983 | Nederlandse Nationale Hitparade: 11-06-1983 t/m 10-09-1983 | Nederlandse Nationale Hitparade: 11-06-1983 t/m 10-09-1983 | Nederlandse Nationale Hitparade: 11-06-1983 t/m 10-09-1983 | Nederlandse Nationale Hitparade: 11-06-1983 t/m 10-09-1983 | Nederlandse Nationale Hitparade: 11-06-1983 t/m 10-09-1983 | Nederlandse Nationale Hitparade: 11-06-1983 t/m 10-09-1983 | Nederlandse Nationale Hitparade: 11-06-1983 t/m 10-09-1983 | Nederlandse Nationale Hitparade: 11-06-1983 t/m 10-09-1983 | 23-06-2007 | 23-06-2007 | 23-06-2007 | 23-06-2007 |
| Week:                                                      | 1                                                          | 2                                                          | 3                                                          | 4                                                          | 5                                                          | 6                                                          | 7                                                          | 8                                                          | 9                                                          | 10                                                         | 11                                                         | 12                                                         | 13                                                         | 14                                                         |                                                            |            | 1          |            |            |
| ---------------------------------------------------------- | ---------------------------------------------------------- | ---------------------------------------------------------- | ---------------------------------------------------------- | ---------------------------------------------------------- | ---------------------------------------------------------- | ---------------------------------------------------------- | ---------------------------------------------------------- | ---------------------------------------------------------- | ---------------------------------------------------------- | ---------------------------------------------------------- | ---------------------------------------------------------- | ---------------------------------------------------------- | ---------------------------------------------------------- | ---------------------------------------------------------- | ---------------------------------------------------------- | ---------- | ---------- | ---------- | ---------- |
| Positie:                                                   | 11                                                         | 2                                                          | 2                                                          | 1                                                          | 1                                                          | 1                                                          | 1                                                          | 2                                                          | 3                                                          | 7                                                          | 12                                                         | 14                                                         | 20                                                         | 38                                                         | uit                                                        |            | 87         | uit        |            |

| Vlaamse Top 30: 11-06-1983 t/m 24-09-1983 | Vlaamse Top 30: 11-06-1983 t/m 24-09-1983 | Vlaamse Top 30: 11-06-1983 t/m 24-09-1983 | Vlaamse Top 30: 11-06-1983 t/m 24-09-1983 | Vlaamse Top 30: 11-06-1983 t/m 24-09-1983 | Vlaamse Top 30: 11-06-1983 t/m 24-09-1983 | Vlaamse Top 30: 11-06-1983 t/m 24-09-1983 | Vlaamse Top 30: 11-06-1983 t/m 24-09-1983 | Vlaamse Top 30: 11-06-1983 t/m 24-09-1983 | Vlaamse Top 30: 11-06-1983 t/m 24-09-1983 | Vlaamse Top 30: 11-06-1983 t/m 24-09-1983 | Vlaamse Top 30: 11-06-1983 t/m 24-09-1983 | Vlaamse Top 30: 11-06-1983 t/m 24-09-1983 | Vlaamse Top 30: 11-06-1983 t/m 24-09-1983 | Vlaamse Top 30: 11-06-1983 t/m 24-09-1983 | Vlaamse Top 30: 11-06-1983 t/m 24-09-1983 | Vlaamse Top 30: 11-06-1983 t/m 24-09-1983 | Vlaamse Top 30: 11-06-1983 t/m 24-09-1983 |
| Week:                                     | 1                                         | 2                                         | 3                                         | 4                                         | 5                                         | 6                                         | 7                                         | 8                                         | 9                                         | 10                                        | 11                                        | 12                                        | 13                                        | 14                                        | 15                                        | 16                                        |                                           |
| ----------------------------------------- | ----------------------------------------- | ----------------------------------------- | ----------------------------------------- | ----------------------------------------- | ----------------------------------------- | ----------------------------------------- | ----------------------------------------- | ----------------------------------------- | ----------------------------------------- | ----------------------------------------- | ----------------------------------------- | ----------------------------------------- | ----------------------------------------- | ----------------------------------------- | ----------------------------------------- | ----------------------------------------- | ----------------------------------------- |
| Positie:                                  | 32                                        | 18                                        | 16                                        | 7                                         | 5                                         | 3                                         | 3                                         | 1                                         | 2                                         | 2                                         | 2                                         | 4                                         | 5                                         | 10                                        | 27                                        | 32                                        | uit                                       |

### Noteringen in andere landen
| Land             | pieknotering | aantal weken |
| ---------------- | ------------ | ------------ |
| Zwitserland      | 15           | 5            |
| Duitsland        | 35           | 11           |
| Verenigde Staten | 107          | ?            |